# Нань Ань-ван
Нань Ань-ван (спрощ.: 南安王; піньїнь: Nan'an-van, помер 29 жовтня 452) — 4-й імператор Північної Вей від березня до жовтня 452 року.

## Життєпис
Походив з роду Тоба. Син імператора Тай У-ді та жужанської принцеси Юцзіулю. Про його дату народження немає відомостей, але можливо у 434 або 435 році. Отримав ім'я Юй. У 442 році отримав титул вана У.
У 450—451 роках під час війни Тай У-ді з державою Рання Сун Тоба Юя призначено намісником столиці Пінчен. В цей час став союзником впливового євнуха Цзун Ая — він протистояв спадкоємцю трону — Тоба Хуану. Останній помер 451 року. У 452 році Тоба Юй отримав титул вана Нань-Аня. Березня того ж року Цзун Ай вбив Тай У-ді. Потім було усунуто іншого претендента — Тоба Ханя.
Після цього за підтримки євнухів Тоба Юй стає імператором. Надав низку важливих посад Цзун Аю, насамперед першого міністра. Водночас намагався привернути на свій бік імператрицю-удову Хелянь. Також надав численні подарунки вищим чиновникам і сановникам, в результаті скарбниця значною мірою була спустошена. Невдовзі імператор вирішив позбутися Цзун Ая, але той підіслав до володаря вбивцю. Нань Ань-вана було вбито 29 жовтня 452 року. Новим імператором став Вень-чен-ді.